# Мухин Пруд
Му́хин Пру́д — посёлок в Рыльском районе Курской области. Входит в состав Ивановского сельсовета.

## География
Посёлок находится в 86 км западнее Курска, в 20,5 км восточнее районного центра — города Рыльск, в 3,5 км от центра сельсовета  — Ивановское.
Климат
Мухин Пруд, как и весь район, расположен в поясе умеренно континентального климата с тёплым летом и относительно тёплой зимой (Dfb в классификации Кёппена).

## Население
| 2002 | 2010 |
| ---- | ---- |
| 29   | ↘14  |

## Инфраструктура
Личное подсобное хозяйство. В посёлке 53 дома.

## Транспорт
Мухин Пруд находится в 2 км от автодороги регионального значения 38К-017 (Курск — Льгов — Рыльск — граница с Украиной), в 0,2 км от автодороги 38Н-040 (Марьино — Верхняя Груня), в 10,5 км от ближайшего ж/д остановочного пункта Колонтаевка (линия 322 км — Льгов I).
В 154 км от аэропорта имени В. Г. Шухова (недалеко от Белгорода).